# UFC on ESPN: Błachowicz vs. Rakić
UFC on ESPN: Błachowicz vs. Rakić（ユーエフシー・オン・イーエスピーエヌ：ブラホヴィッチ・バーサス・ラキッチ、別名UFC on ESPN 36）は、アメリカ合衆国の総合格闘技団体「UFC」の大会の一つ。2022年5月14日、ネバダ州ラスベガスのUFC APEXで開催された。

## 大会概要
本大会はヤン・ブラホヴィッチとアレクサンダル・ラキッチのライトヘビー級戦が組まれた。

## 試合結果

### プレリミナリーカード
第1試合 ミドル級 5分3R
○  アンドレ・ペトロスキー vs.  ニック・マキシモフ ×
1R 1:16 アナコンダチョーク
第2試合 フライ級 5分3R
○  平良達郎 vs.  カルロス・カンデラリオ ×
3R終了 判定3-0（30-26、30-27、30-27）
第3試合 女子ストロー級 5分3R
○  ビルナ・ジャンジロバ vs.  アンジェラ・ヒル ×
3R終了 判定3-0（30-27、30-27、30-27）
第4試合 ライト級 5分3R
○  マイケル・ジョンソン vs.  アラン・パトリック ×
2R 3:22 KO（左ストレート→パウンド）
第5試合 女子フライ級 5分3R
○  ビビアン・アラウジョ vs.  アンドレア・リー ×
3R終了 判定3-0（29-28、29-27、29-27）

### メインカード
第6試合 フライ級 5分3R
○  アラン・ナシメント vs.  ジェイク・ハドリー
3R終了 判定3-0（30-27、30-27、30-27）
第7試合 ライト級 5分3R
○  マヌエル・トーレス vs.  フランク・カマチョ ×
1R 3:27 TKO（右フック）
第8試合 女子フライ級 5分3R
○  ケイトリン・チュケイギアン vs.  アマンダ・ヒバス ×
3R終了 判定2-1（28-29、29-28、29-28）
第9試合 バンタム級 5分3R
○  デイビー・グラント vs.  ルイス・スモルカ ×
3R 0:49 KO（パウンド）
第10試合 ライトヘビー級 5分3R
○  ライアン・スパン vs.  イオン・クテラバ ×
1R 2:22 ギロチンチョーク
第11試合 ライトヘビー級 5分5R
○  ヤン・ブラホヴィッチ vs.  アレクサンダル・ラキッチ
3R 1:11 TKO（右膝の負傷）

### 各賞
ファイト・オブ・ザ・ナイト：ケイトリン・チュケイギアン vs. アマンダ・ヒバス
パフォーマンス・オブ・ザ・ナイト：ライアン・スパン、マヌエル・トーレス
各選手にはボーナスとして5万ドルが授与された。

### カード変更
負傷などによるカードの変更は以下の通り。